# Issime
Issime település Olaszországban, Valle d’Aosta régióban. Lakosainak száma 365 fő (2023. január 1.). Issime Arnad, Challand-Saint-Anselme, Fontainemore, Gaby, Lillianes, Sagliano Micca, Brusson, Challand-Saint-Victor és Perloz községekkel határos.

## Népesség
A település lakossága az elmúlt években az alábbi módon változott:
| Lakosok száma | 413  | 413  | 365  |
|               | 2017 | 2018 | 2023 |